# Arve
Az Arve folyó Franciaország és Svájc területén, a Rhône bal oldali mellékfolyója.

## Földrajzi adatok
A Mont Blanc közelében, Haute-Savoie megyében ered az Alpokban, és Genfben, Genf kantonban torkollik a Rhône-ba. Hossza 107,8 km, ebből csak 9 km esik Svájcra.

## Megyék, kantonok és városok a folyó mentén
- Haute-Savoie : Chamonix-Mont-Blanc, Les Houches, Sallanches, Cluses, Bonneville, Annemasse.
- Genf kanton : Carouge, Genf.